# Saint-Quentin-des-Isles
Saint-Quentin-des-Isles település Franciaországban, Eure megyében. Lakosainak száma 221 fő (2018. január 1.). Saint-Quentin-des-Isles Bernay, Saint-Aubin-le-Vertueux, Ferrières-Saint-Hilaire és Grand-Camp községekkel határos.

## Népesség
A település népessége az elmúlt években az alábbi módon változott:
| Lakosok száma | 154  | 210  | 235  | 236  | 235  | 238  | 235  | 224  | 224  | 221  |
|               | 1968 | 1975 | 1982 | 1999 | 2006 | 2011 | 2013 | 2016 | 2017 | 2018 |